# Борова скатия
Борова скатия (Spinus pinus) е вид птица от семейство Чинкови (Fringillidae). Видът е незастрашен от изчезване.

## Разпространение
Разпространен е в Канада, Мексико, Сен Пиер и Микелон и САЩ.